# Новотроицкий (Искитимский район)
Новотроицкий — упразднённый посёлок в Искитимском районе Новосибирской области. На момент упразднения входил в состав Верх-Коёнского сельсовета. Исключен из учётных данных в 1968 году.

## География
Посёлок располагался на реке Топка (приток реки Каменка), в 6,5 км (по прямой) к северо-западу от села Верх-Коён.

## История
Посёлок был основан в 1910 году. В 1928 году состоял из 132 хозяйств. В административном отношении являлся центром Новотроицкого сельсовета Бердского района Новосибирского округа Сибирского края.
Упразднён в 1968 году.

## Население
По переписи 1926 г. в поселке проживало 659 человек (331 мужчина и 328 женщин), основное население — русские